# Lucyna Winnicka

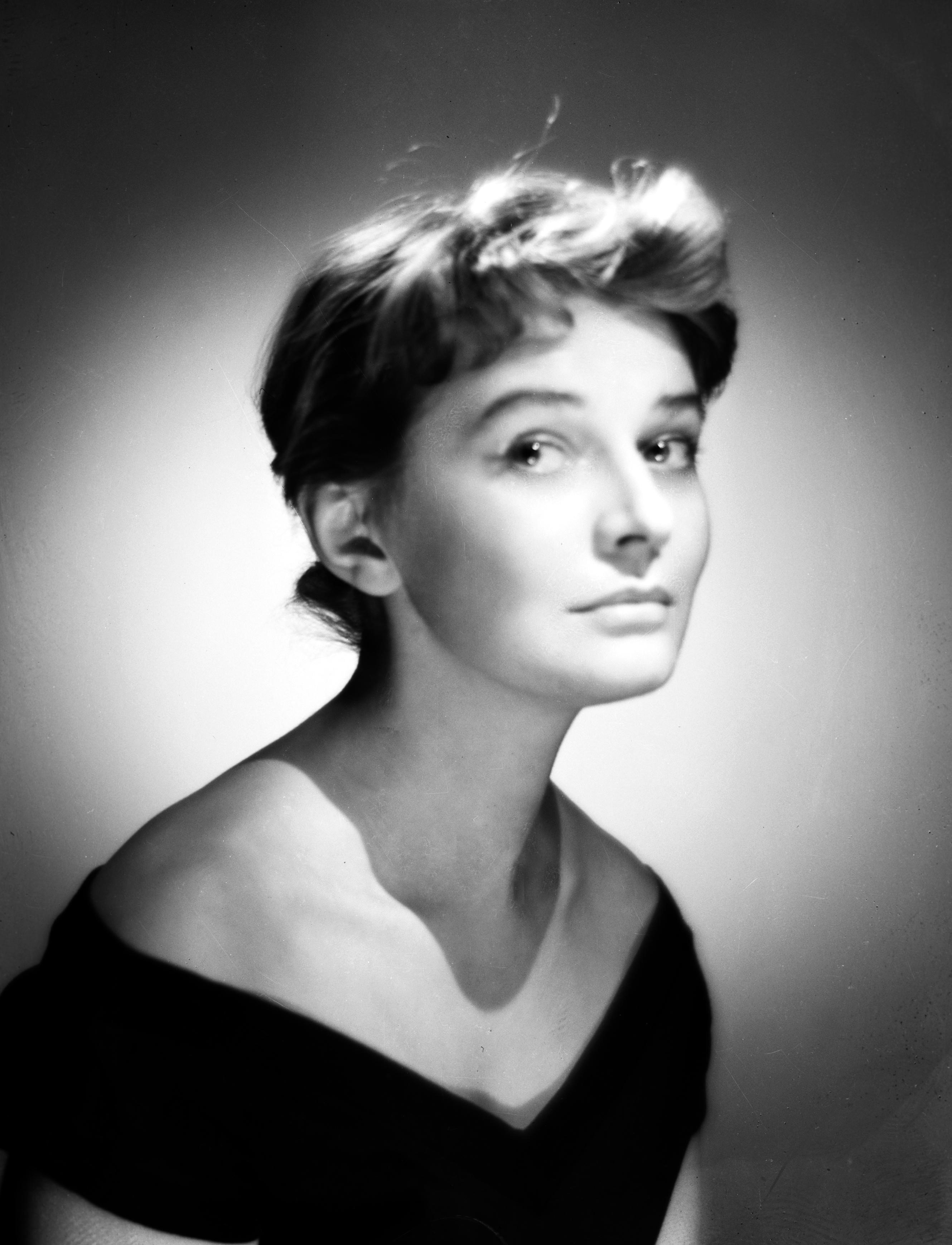
Lucyna Winnicka

Lucyna Winnicka (* 14. Juli 1928 in Warschau; † 22. Januar 2013) war eine polnische Theater- und Filmschauspielerin. Sie beschäftigte sich auch mit Alternativmedizin.

## Leben
Nach dem Abitur im Warschauer Tadeusz-Reytan-Lyzeum studierte sie Jura an der Warschauer Universität. Danach studierte sie an der Warschauer Theaterhochschule. Sie heiratete den Filmregisseur Jerzy Kawalerowicz. Seit 1954 spielte sie meist Hauptrollen in den Filmen ihres Ehemannes. Besonders bedeutend waren ihre Rollen in den Filmen Nachtzug (1959, mit einem Preis auf dem Filmfestival in Venedig ausgezeichnet) und Mutter Johanna von den Engeln (1960). Für ihre Rolle in „Mutter Johanna von den Engeln“ wurde sie 1962 in Frankreich mit dem Étoile de Cristal als beste ausländische Darstellerin ausgezeichnet. Sie trat auch in den Theatern von Stettin und Warschau auf. Sie spielte 1967–1968 eine der Rollen in der polnischen Filmserie „Sekunden entscheiden“ (poln. Stawka większa niż życie). 1977 spielte sie ihre letzte Filmrolle.
Seitdem beschäftigte sie sich mit der Alternativmedizin und schrieb zwei Bücher: „W poczekalni nieba“ (Im Warteraum des Himmels – Gespräche über Leben und Tod) sowie „Podróż dookoła świętej krowy“ (Eine Reise rund um die heilige Kuh). Sie gründete die „Akademie des Lebens“, wo sie unkonventionelle Heilmethoden, Philosophie und fernöstliche Medizin unterrichtete. Sie war auch Mitarbeiterin der Wochenschrift „Przekrój“.

## Filmografie (Auswahl)
- 1954: Eines Menschen Weg; aka Unter dem phrygischen Stern (Pod gwiazdą frygijską)
- 1957: Das wahre Ende des großen Krieges (Prawdziwy koniec wielkiej wojny)
- 1959: Nachtzug (Pociąg)
- 1960: Die Kreuzritter (Krzyżacy)
- 1960: Der schweigende Stern (Raumschiff Venus antwortet nicht)
- 1961: Mutter Johanna von den Engeln (Matka Joanna od Aniołów)
- 1966: Pharao (Faraon)
- 1967–1968: Sekunden entscheiden (Stawka większa niż życie) (Fernsehserie)
- 1970: Ein Liebesfilm (Szerelmesfilm)
- 1973: Durch und durch (Na wylot)
- 1973: Feuerwehrgasse 25 (Tűzoltó utca 25. )
- 1975: Zwischenbilanz (Bilans kwartalny)
- 1981: Index (Indeks)